# باغ‌وحش و آکواریوم کلمبوس
باغ وحش و آکواریوم کلمبوس (به انگلیسی: Columbus Zoo and Aquarium) تأسیس ۱۹۰۵، نام یکی از باغ وحش‌های معروف ایالات متحده آمریکا است و در شهر کلمبوس ایالت اوهایو قرار دارد.
این باغ وحش حاوی ۵۸۰۴ جاندار، و در میان ۱۰ باغ وحش برتر آمریکا قرار دارد. آکواریوم و باغ وحش کلمبوس همه روزه از ساعت ۱۰ صبح تا ۵ بعد از ظهر باز است.

## نگارخانه

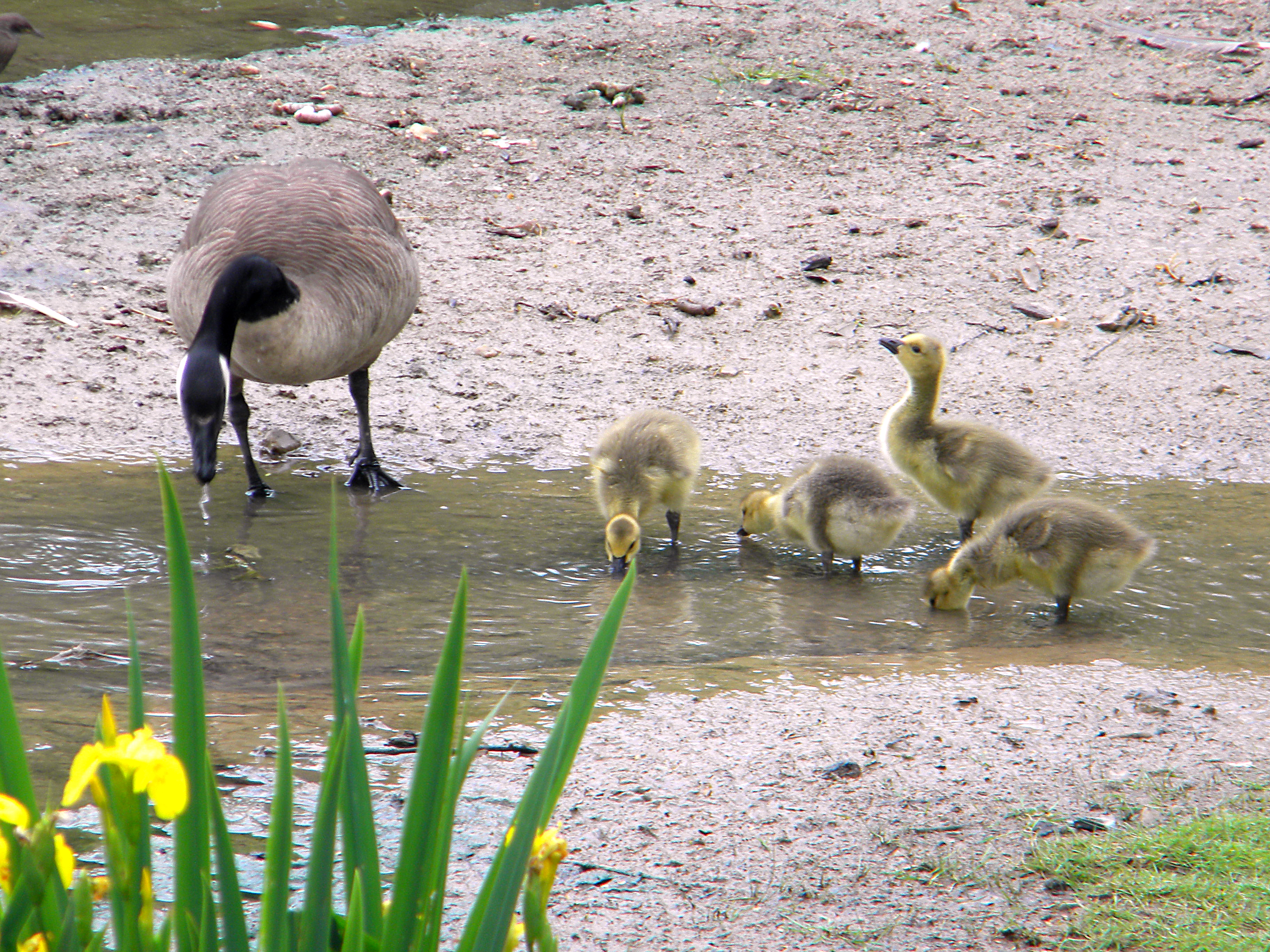